# Экономический и валютный союз
Экономи́ческий и валю́тный сою́з — один из видов торговых блоков, который состоит из экономического союза (общий рынок и таможенный союз) и валютного союза.
Этот этап экономической интеграции имеет следующие признаки:
- отмена таможенных пошлин в торговле между странами союза, форма коллективного протекционизма от третьих стран (см. Таможенный союз),
- наличие соглашений о свободе передвижения других факторов производства, то есть капитала и рабочей силы (см. Общий рынок),
- наличие соглашений о гармонизации фискальной и монетарной политики (см. Экономический союз),
- наличие наднациональных органов управления и проведения единой макроэкономической политики.

## Список экономических и валютных союзов
- Экономический и валютный союз Европейского союза (1999/2002) с использованием евро для членов еврозоны
- ЕврАзЭС (общая валюта отсутствует)
- ЗАЭВС, с использованием франка КФА BCEAO (в 2020 году планируется переход на эко)
- Восточноафриканская Федерация (в стадии становления)
- де-факто Восточно-карибский валютный союз Организации Восточно-карибских государств с использованием Восточнокарибского доллара в Едином рынке и экономике Карибского сообщества (CSME) (2006)[1]
- де-факто Швейцария-Лихтенштейн[2]